# Завичајни музеј Нова Варош
Завичајни музеј Нова Варош је основан одлуком СО Нова Варош 1. новембра 2012. године.
Музеј је основан у час прославе стогодишњице ослобођења нововарошког краја од турске власти. Музеј се налази у згради из 1909. године која је направљена за потребе Сјеничког окружног начелства. Музејска збирка садржи 240 оригиналних експоната.

## Зграда
Музеј се налази у згради чија је градња започела крајем XIX века, средствима сјеничког окружног начелства, а завршена је после младотурске револуције, 1909. године. Налази се у згради турске кајмакамије, и у моменту изградње је била веома модерна грађевина. Грађен је у комбинацији традиционалног исламског и модерног европског архитектонског стила, и значајно се разликује од дотадашњих исламских грађевине у чаршији оног времена, а и данас.

## Изложбе
У Завичајном музеју су изложени документа, карте и фотографије римских, средњовековних српских и турских тврђава, споменика културе, градских грађевина, остатака старих путева, као и бројних меморијала.